# Chrám Ping-ling

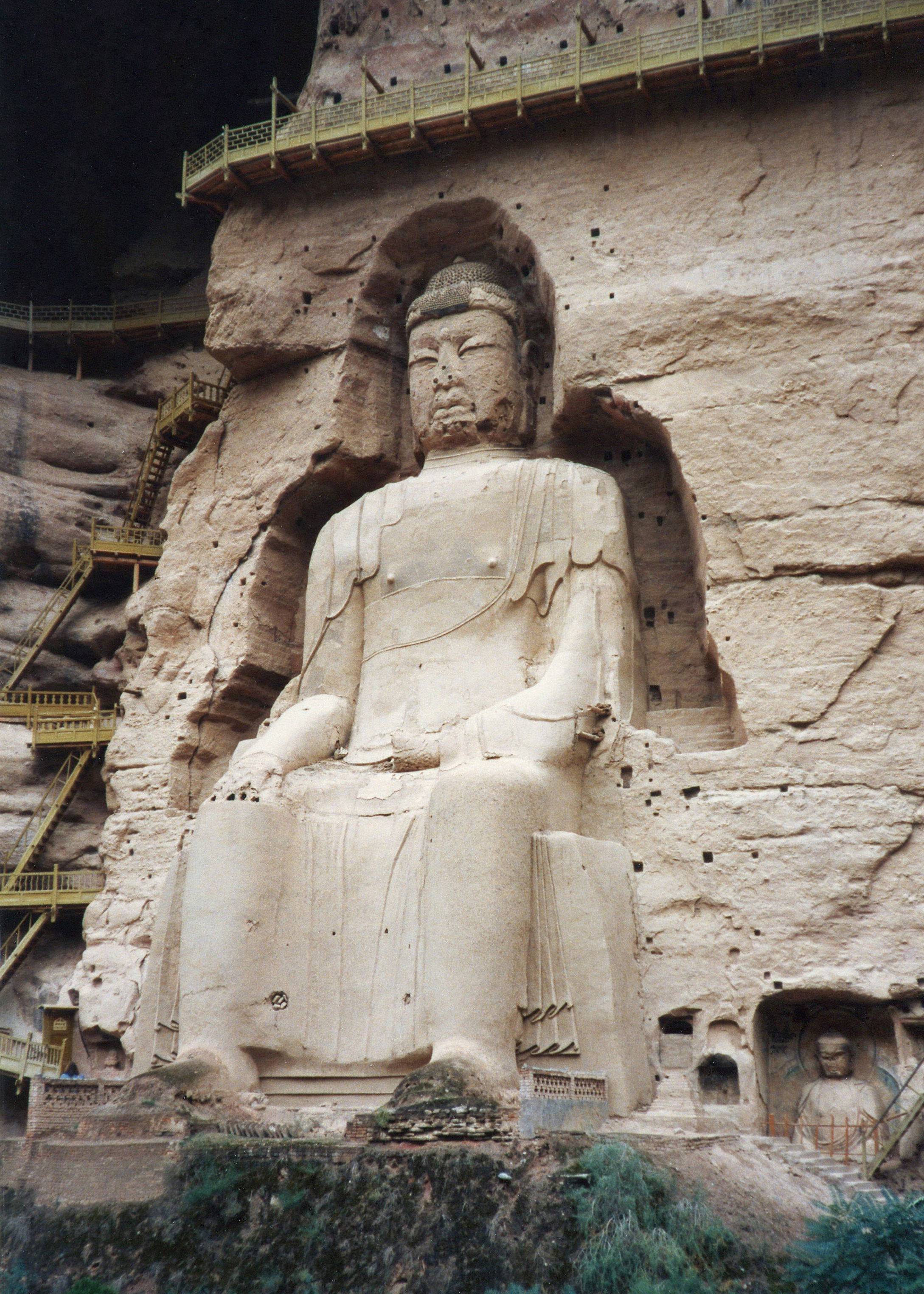
Monumentální socha Maitréji v chrámu Ping-ling

Chrám Ping-ling (čínsky 炳灵寺) je rozsáhlý komplex jeskynních chrámů s tesanými buddhistickými reliéfy, které se nacházejí v Číně v oblasti u Žluté řeky. Chrám se nachází přibližně 80 km od Lan-čou, hlavního města provincie Kan-su. Zdejší jeskynní chrámy se vyvíjely více než tisíc let. Okolo roku 420, na konci doby vlády západní dynastie Ťin, zde byla vytesána první jeskyně. Další jeskyně zde byly postupně hloubeny v průběhu dalších dynastií.

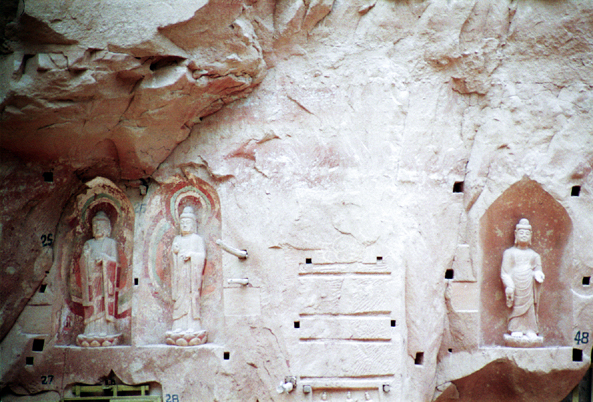
Jedny ze skalních reliéfů

V průběhu staletí však eroze spolu ze zemětřeseními způsobily, že mnoho jeskyň a vyobrazení bylo značně poničeno či úplně zničeno. V současné době je zde až 183 jeskyní, kdy každá je prakticky chrám – má často vlastní menší i větší buddhistické sochy apod. Největší sochou, která se zde nachází, je sedící, přímo do skály tesaný buddha Maitréja. Měří okolo 27 metrů.
Od roku 2014 je chráněn UNESCEM jako součást položky „Hedvábná stezka: síť cest v koridoru Čchang-an – Ťan-šan“.